# Yekaterina Lobazniuk
Yekaterina Lobazniuk (Ferganá, República Socialista Soviética de Uzbekistán, 10 de junio de 1983) es una gimnasta artística nacida en la república Soviética de Uzbekistán y nacionalizada rusa, subcampeona olímpica en 2000 en el concurso por equipos.

## Carrera deportiva
En el Mundial de Tianjin 1999 gana la plata en el concurso por equipos, tras Rumania y por delante de Ucrania.
En las Olimpiadas de Sídney 2000 gana la medalla de plata en el concurso por equipos, por detrás de Rumania (oro) y delante de China (bronce), siendo sus compañeras de equipo: Svetlana Khorkina, Anastasiya Kolesnikova, Anna Chepeleva, Elena Produnova y Elena Zamolodchikova. Además consiguió otra medalla de plata en la viga de equilibrio —tras la china Liu Xuan y por delante de su compañera de equipo Elena Produnova— y un bronce en salto de potro, tras su compatriota rusa Elena Zamolodchikova y la rumana Andreea Răducan.